# Mo Chhu
La Mo Chhu, est une importante rivière du Bhoutan et de l'Inde. C'est un sous-affluent du fleuve le Brahmapoutre par le Puna Tsang chu et la Sankosh.
En dzongkha, son nom signifie rivière (Chhu) mère (Mo).

## Géographie
La Mo Chhu prend sa source dans le district de Gasa, près de la frontière tibétaine. Elle coule vers le sud jusqu'à Punakha, dans le centre du Bhoutan, où elle est grossie par la Pho Chhu venant du nord-est. Leur confluence se trouve juste en dessous du dzong de Punakha (résidence d'hiver du Dratshang Lhentshog (la commission des affaires monastiques) et du Je Khenpo (qui la préside).
Leurs flots sont rejoints par ceux de la Dang Chhu près de Wangdue Phodrang, où la rivière prend le nom de Puna Tsang Chhu. Elle traverse alors les districts de Dagana et de Tsirang. Elle quitte le Bhoutan pour entrer en Assam (Inde), où elle est connue sous le nom de Sankosh. La Sankosh se jette dans le Brahmapoutre.

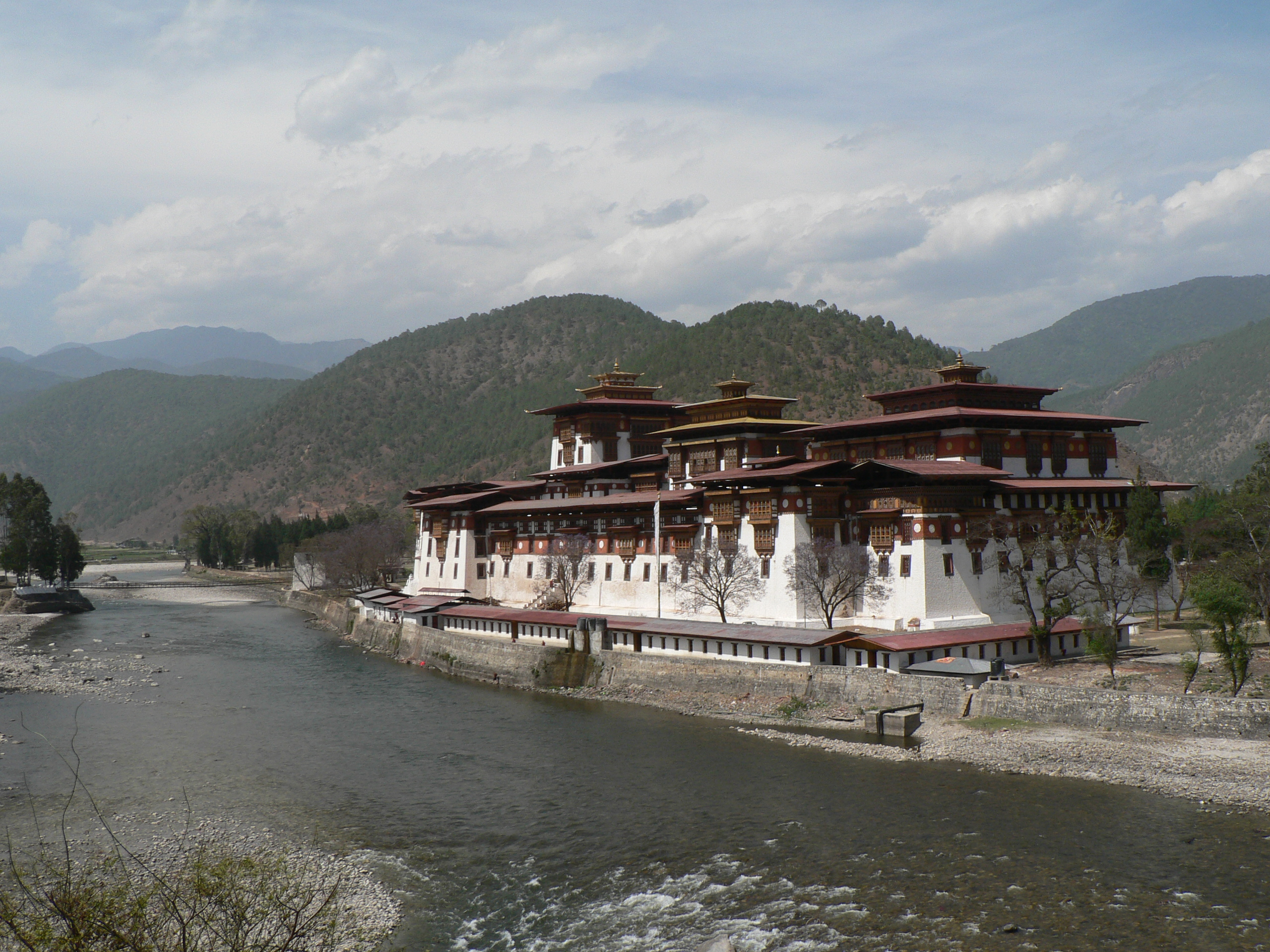
La Mo Chhu longe le dzong de Punakha.

## Hydrologie
Son régime hydrologique est dit pluvial tropical à moussons.